# Bilgola Beach
Bilgola Beach é um subúrbio do norte de Sydney, no estado da Nova Gales do Sul, na Austrália, situado a 33 quilômetros a nordeste do distrito empresarial central de Sydney, na área do governo local do Conselho de Northern Beaches. Bilgola Beach integra a região Northern Beaches. Em 2011, sua população era de 3 863 habitantes.